# Steinwedeler Teich
Der Steinwedeler Teich ist ein Baggersee südöstlich von Steinwedel bei Lehrte in der Region Hannover, Niedersachsen.

## Beschreibung
Südlich und östlich von Steinwedel befinden sich etliche Kiesgruben, zum Teil renaturiert. Der mit etwa 11 ha Fläche größte dieser Seen entstand um 1985, er befindet sich unmittelbar westlich der nach Süden führenden Straße und wird als Steinwedeler Teich bezeichnet.
Genau mitten durch den 0,7 km südlich von Steinwedel liegenden See verläuft der 10. Längengrad.
Eine Halbinsel im Norden und eine Insel im Süden stehen unter Naturschutz und dürfen nicht betreten werden. Die Wassertiefe beträgt meist etwa 7 m, südlich der im Süden liegenden Insel nur 2–3 m, im nordwestlichen Bereich an einer Stelle bis 9 m.
Der See wird vom Fischereiverein Hannover als Angelgewässer genutzt. Er gilt als schwierig zu beangeln. 2009 wurden aus dem See Aal, Bachforelle, Barsch, Hecht, Karpfen, Regenbogenforelle, Rotauge, Schleie, Wels und Zander gemeldet.

## Bilder weiterer Kiesgruben bei Steinwedel

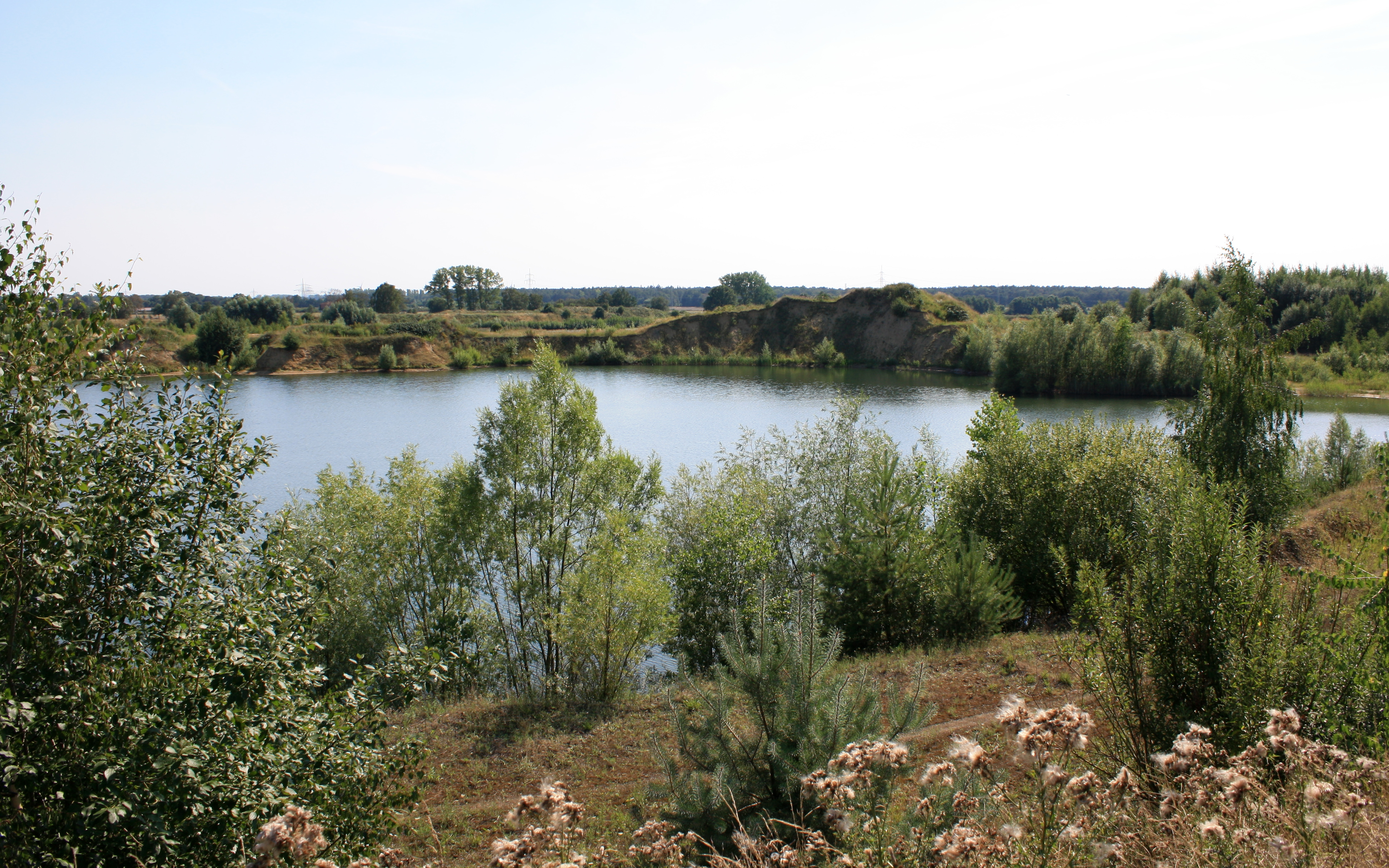
Renaturierte Kiesgrube 0,5 km östlich des Steinwedeler Teichs
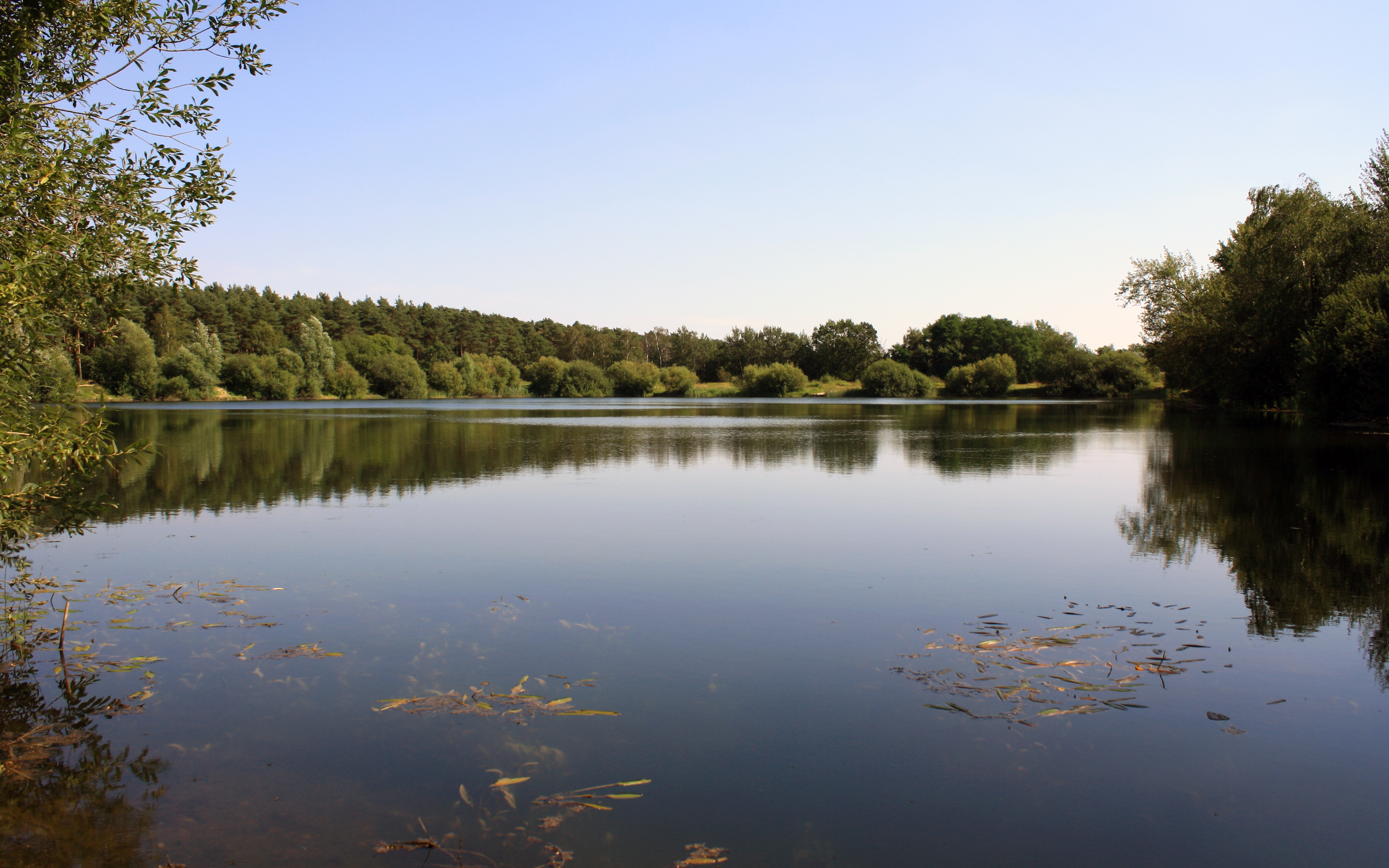
Renaturierte Kiesgrube 2 km östlich des Steinwedeler Teichs, August 2010